# Matachia magna
Matachia magna är en spindelart som beskrevs av Forster 1970. Matachia magna ingår i släktet Matachia och familjen Desidae. Inga underarter finns listade i Catalogue of Life.